# Michaëlle Jean
Michaëlle Jean (Port-au-Prince, Haïti, 6 september 1957) is een Haïtiaans-Canadees bestuurder. Ze was van 2015 tot 2019  secretaris-generaal van de Francophonie. Van 2005 tot 2010 was ze gouverneur-generaal van Canada. 
Op voordracht van minister-president Paul Martin, werd zij door koningin Elizabeth II aangesteld als opvolgster van Adrienne Clarkson, om daarmee de 27ste gouverneur-generaal van Canada te worden. Op 27 september 2005 werd zij beëdigd. Op 1 oktober 2010 werd zij opgevolgd door David Johnston.
Jean werkte voordat zij gouverneur-generaal werd als journaliste bij de Canadian Broadcasting Corporation, waarvoor ze onder meer documentaires maakte. Zij is getrouwd met Jean-Daniel Lafond en heeft een Haïtiaans adoptiekind.